# Білоусов Андрій Леонідович
Андрі́й Леоні́дович Білоу́сов (нар. 31 грудня 1976, м. Кам'янське, Дніпропетровська область) — український політичний діяч, міський голова Кам'янського з листопада 2015 року.

## Освіта
У 1998 році закінчив Дніпровський технічний університет; 
У 2002 році — Дніпропетровський регіональний інститут державного управління Української академії державного управління при Президентові України;
Спеціальність за освітою — менеджмент у виробничій сфері, державне управління.

## Трудова діяльність
Серпень 1993 — студент Дніпродзержинського державного технічного університету, м. Дніпродзержинськ.
Серпень 1998 — головний спеціаліст організаційного відділу виконкому Дніпродзержинської міської ради, м. Дніпродзержинськ.
Вересень 1998 — головний спеціаліст управління комунального господарства, м. Дніпродзержинськ.
Лютий 2000 — начальник комунального підприємства «Дніпродзержинське експлуатаційно-лінійне управління автодоріг», м. Дніпродзержинськ.
Червень 2002 — перший заступник начальника‚ начальник управління житлово-комунального господарства міської ради, м. Дніпродзержинськ.
Березень 2004 — заступник міського голови м. Дніпродзержинськ.
Червень 2005 — перший заступник міського голови м. Дніпродзержинськ.
Червень 2006 — заступник начальника управління житлово-комунального господарства Дніпропетровської обласної державної адміністрації.
Квітень 2009 — начальник управління житлово-комунального господарства Дніпропетровської обласної державної адміністрації.
Січень 2013 — заступник голови Дніпропетровської обласної державної адміністрації.
Травень 2013 — заступник Міністра регіонального розвитку, будівництва та житлово-комунального господарства України — керівник апарату.
Березень 2015 — перший заступник міського голови Дніпродзержинської міської ради.
Листопад 2015 — міський голова м. Кам'янське.

## Критика
Був звинувачений у корупційній діяльності у зв'язку із реконструкцією середньої школи № 20 у Кам'янському.
Через тривалий конфлікт Білоусова з керівництвом БК Прометей, останній був змушений залишити Кам'янське після чемпіонського сезону 2021 в українській Суперлізі.
У вересні 2021 року тендер на суму 7,8 млн грн на реконструкцію стадіону гімназії № 11 виграла компанія «Білдінг буд», яку контролює скандально відомий заступник Білоусова — Костянтин Саус.

## Нагороди та звання
- Подяка міського голови (2000 і 2006)
- Відзнака міського голови (2004)
- Подяка голови Дніпропетровської обласної державної адміністрації (2004, 2012)
- Грамота Дніпропетровської обласної ради (2005)
- Грамота Дніпропетровської державної адміністрації (2007)
- Заслужений працівник сфери послуг України (2010)[5]
- Відзнака голови Дніпропетровської обласної ради (2010)
- Відзнака голови Дніпропетровської обласної ради з врученням наручного годинника (2010)
- Відзнака Дніпропетровської ОДА, пам'ятний знаком «80 років Дніпропетровській області» (2012)
- Нагрудний знак Міністерства регіонального розвитку, будівництва та житлово-комунального господарства України «Знак пошани» (2013)
- Відзнака голови Дніпропетровської обласної державної адміністрації — нагрудним знаком «За розвиток регіону» (2015)
- Відзнака Президента України, ювілейна медаль «25 років незалежності України» (2016),
- Нагрудний знак Дніпропетровської обласної ради «За розвиток місцевого самоврядування» (2016)
- Грамота Верховної Ради України «За заслуги перед Українським народом» (2016)
- Відзнака Міністерства оборони України «Медаль за сприяння Збройним силам України» (2019).
- Почесний нагрудний знак Головнокомандувача Збройних Сил України «За заслуги перед Збройними Силами України» (2022)
- Почесна відзнака голови Дніпропетровської обласної ради — нагрудним знаком (2022)
- Почесний нагрудний знак Головнокомандувача Збройних Сил України «За сприяння війську» (2022)